# Marvel Rea
Marvel Rea (née le 9 novembre 1901 et morte le 17 juin 1937) est une actrice américaine du cinéma muet surtout connue pour ses apparitions à l'écran aux côtés de Ford Sterling. Elle est l'une des « Beautés en maillot de bain » (Bathing Beauties) de Mack Sennett.

## Biographie

### Jeunesse
La famille de Marvel Rea quitte le Nebraska pour gagner la Californie en 1910. Elle commence à jouer dans des films muets en 1918, et rejoint le studio Keystone. Elle devient l'une des « Beautés en maillot de bain » (Bathing Beauties) de Mack Sennett, un groupe de jeunes femmes courtement vêtues (selon les mœurs de l'époque), et apparaissant dans des courts-métrages ou du matériel promotionnel. Son frère Thomas Rea travaillera aussi au cinéma, se chargeant d'effets spéciaux,.

### Carrière au cinéma

Marvel Rea avec Chester Conklin et Peggie Cloud.

Rea joue dans Her Screen Idol (1918) avec Ford Sterling et Louise Fazenda. Rea y incarne une vedette de cinéma. Le film est une satire humoristique sur les idoles créées par le cinéma et adulées du public. Sennett y emploie la technique de mise en abyme, mettant en scène un film dans le film.
Marvel Rea poursuit sa carrière d'actrice au cinéma de  1917 à 1921. Elle compte plus de vingt-cinq apparitions à l’écran, dans des films comme A Clever Dummy (1917), The Summer Girls (1918), East Lynne with Variations (1919), When Love is Blind (1919), A Lightweight Lover (1920), The Simp (1920), et For Land's Sake (1920). Son certificat de décès indique qu'elle œuvre comme actrice pour la Fox Film Corporation jusqu'en 1932.

### Mariages
Marvel Rea se marie à Henry Page Wells le 25 octobre 1918. Ils se séparent en novembre. L'actrice accuse notamment son ex-mari de l'avoir violentée. L'accusation fait partie de la procédure de divorce que Rea introduit en août 1922. Elle accuse également son mari de dépenser l'essentiel des 800 $ qu'il gagne par mois pour acheter des stupéfiants.
Elle se fiance avec à Edwin J. Wilkinson en août 1936, juste avant son agression. Ils se marient à une date inconnue et restent unis jusqu'à la mort de l'actrice.

### Viol
Le 2 septembre 1936, alors qu'elle passe au coin de la 107e rue et de l'avenue Compton à Los Angeles, trois jeunes hommes lui proposent de la raccompagner à son domicile 107e rue Est. Elle refuse, et les hommes l'enlèvent. Elle est amenée dans un bosquet d'eucalyptus au coin de la 120e rue et de l'avenue Compton, dans le South Los Angeles. Elle est jetée au sol, battue et agressée avec des bouteilles en verre. Elle est violée par chacun des hommes à tour de rôle. Elle est abandonnée, à demi-consciente. Il lui faut quatre heures pour trouver la force d'obtenir de l'aide.
Les trois suspects sont arrêtés et interrogés par la police de Los Angeles, et sont mis en état d'arrestation pour enlèvement et agression, mais ils nient les accusations.
En janvier 1937, les trois jeunes conducteurs de camion demandent en vain un nouveau procès. Ils sont condamnés à des peines allant de un à cinquante ans de prison. Cependant, en 1939, les trois hommes sont  libérés après seulement trois ans de réclusion pour vice de forme.

### Suicide
Marvel Rea se suicide par ingestion d'insecticide contre les fourmis. Elle meurt à Los Angeles le 17 juin 1937. Elle est enterrée au Pacific Crest Cemetery de Redondo Beach, en Californie, aux côtés d'autres membres de sa famille. Son certificat de décès indique Marvel L. Wilkinson, mais elle est enterrée sous le nom de Marvel Luciel Rea.

## Filmographie partielle
- 1917 : Les Déboires de Philomène (Are Waitresses Safe?) de Hampton Del Ruth et Victor Heerman
- 1917 : Whose Baby
- 1917 : Erreur de chambre (A Bedroom Blunder) de Edward F. Cline et Hampton Del Ruth
- 1917 : Un automate très autonome (A Clever Dummy) de Ferris Hartman, Robert P. Kerr, Herman C. Raymaker et Mack Sennett
- 1917 : The Pullman Bride
- 1918 : Those Athletic Girls de Edward F. Cline et Hampton Del Ruth
- 1918 : Her Screen Idol
- 1918 : The Summer Girls
- 1919 : East Lynne with Variations
- 1919 : When Love is Blind
- 1920 : The Heart Snatcher de Roy Del Ruth
- 1920 : A Lightweight Lover
- 1920 : The Simp
- 1920 : For Land's Sake